# Тарзан (филм из 1999)
Тарзан (енгл. Tarzan) је амерички анимирани филм компаније Волт Дизни из 1999. године снимљен по роману Тарзан међу мајмунима Едгара Рајса Бароуза.

## Радња
Средином 19. века, енглески брачни пар и њихов новорођени син, доживели су бродолом близу обале Конга. Брачни пар гради кућу на дрвету и страда од стране леопарда. Кала, женка гориле, чије је младунче страдало од истог леопарда, проналази новорођенче од страдалог брачног пара и почиње да се стара о њему, иако то не одобрава вођа чопора Керчаг. Кала је детету дала име Тарзан. 
Годинама касније, спријатељио се са другим животињама, укључујући младу женку гориле по имену Терк и параноичног мушког слона Тантора. Тарзан није брзо прихваћен од стране целог чопора, због свог другачијег изгледа. Успео је да стекне поштовање Керчага, тек пошто је успео да убије леопарда.
Ствари ће се променити када схвати да постоје особе као што је он и угледа прелепу Џејн. 

## Анимација
Аниматори су били подељени у два тима, један у Паризу и један у Бербанку. Велика удаљеност и разлика у временским зонама, представљали су проблеме за сарадњу, посебно за сцене са Тарзаном и Џејн. Глен Кејн био је надзорни аниматор за Џејн у студију у Бербанку. Да би олакшали координацију сцена са више ликова, аниматори су користили систем зван „машиница за сцене“ који је могао да пошаље грубе цртеже између два анимациона студија.
Кејн је желео да Тарзан „сурфује“ кроз дрвеће, због интересовања његовог сина за екстремне спортове. Редитељи су били забринути због ове идеје, али им се свидела када им је Кејн показао тест анимацију. Ову анимацију су користили у сцени „Син човеков“ (енг.Son of Man), а покрети су инспирисани скејтером Тонијем Хавком. Кејн је у почетку мислио да ће лако анимирати Тарзана, зато што од одеће носи само надбедрени повез, ипак је схватио да ће јако тешко анимирати људску мускулатуру, која се креће попут животиње. Аниматори у Паризу су због тога проучавали различите животиње и консултовали су се са професором анатомије, како би што боље одрадили Тарзанове покрете.

## Музика
Фил Колинс је првенствено радио на пројекту као текстописац песама, према препоруци Дизнијевог музичког директора Криста Монтана. Режисери су одлучили да не следе Дизнијеву музичку традицију тако што ће ликови певати у цртаном филму, већ су одлучили да Фил Колинс пева песме, које имају улогу приповедача.
Тарзан је синхронизован на 35 језика – што је највише за било који Дизнијев филм у то време, а Колинс је своје песме снимио и на француском, италијанксом, немачком и шпанском, за потребе синхронизоване верзије звучног записа филма.

## Наставци
Постоји цртана серија Легенда о Тарзану (енгл. Legend of Tarzan), која се приказавала од 2001. до 2003. године. Године 2002. је изашао наставак Тарзан и Џејн (енгл. Tarzan& Jane) и 2005. године је изашао још један филм Тарзан 2 (енгл. Tarzan II), а прича говори о Тарзановом детињству.

## Видео игра
Исте године, када је изашао анимирани филм Тарзан, изашла је и видео игра Дизнијев Тарзан (енгл. Disney's Tarzan) која је базирана на цртаном филму.